# オーバードライブプロセッサ

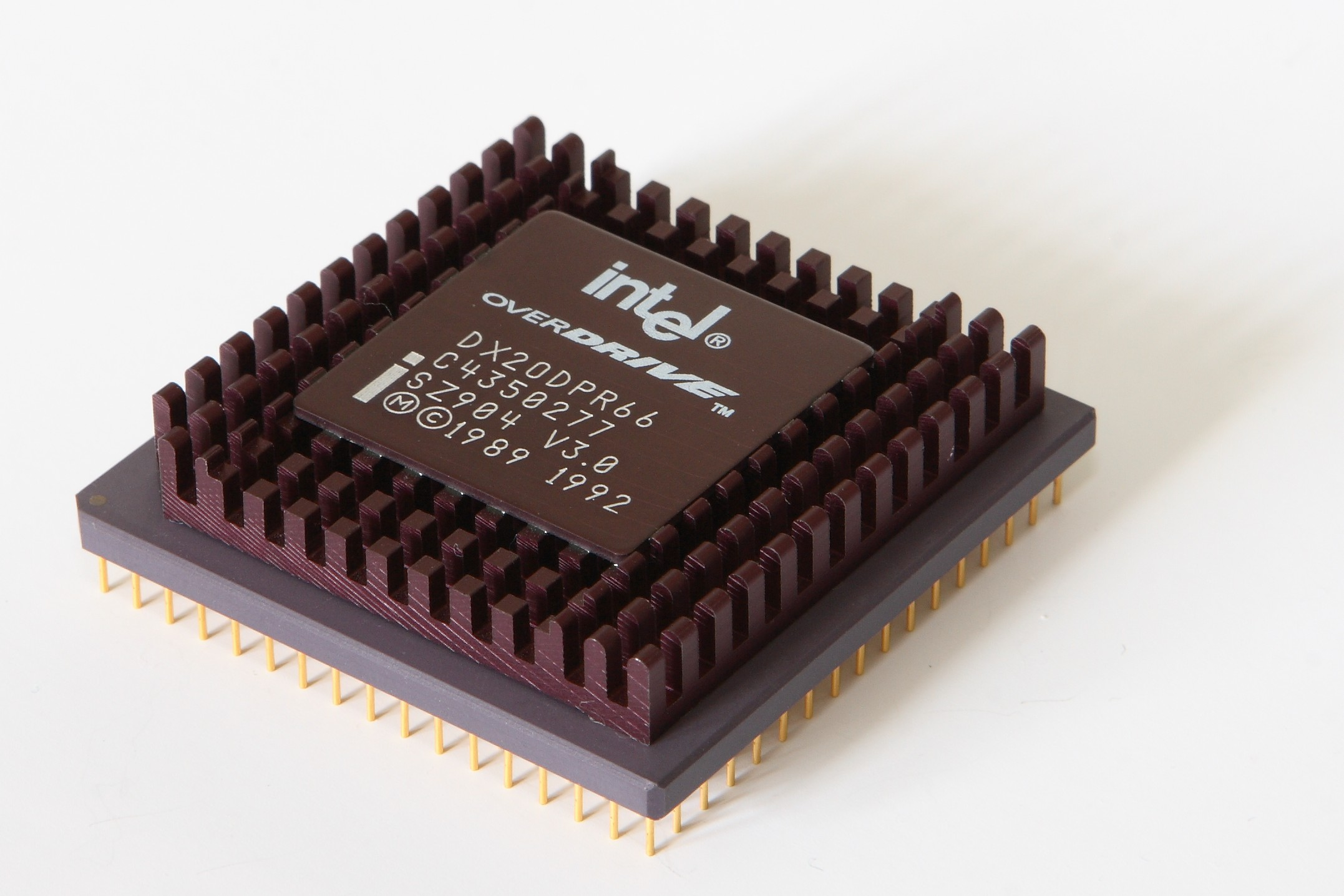
Intel 486DX2 ODP

オーバードライブプロセッサ (OverDrive Processor、ODP) は、1990年代に、インテルがCPUのアップグレードパスとして販売していたプロセッサである。CPU内部クロックの逓倍率が等倍あるいは2倍といった低倍率の既存プロセッサをのっとって、3倍や4倍などの高倍率のプロセッサが働くことで、PCの計算速度を上げる、というものである。
ODPと略されることが一般的である。ODPのルーツは、型番こそコプロセッサの系列であったものの、実態としてはCPUとしての全機能を持っていた487である。
インテルは、従来ではパソコンのグレードアップは全体の買い替えが必要だったが、ODPの追加購入だけでパソコンの延命が可能で、パソコンに対する総費用を低く抑えられるとしていた。
インテルは、オーバードライブ レディ (OverDrive Ready) キャンペーンに力を入れていた。ODPが登場した背景として、競合メーカーによるインテル互換CPUのシェア拡大が次第に無視できなくなったため、パソコンユーザーやパソコンメーカーにインテル製CPUの優位性をアピールする目的があったと考えられる。
また、CPUの販売個数はパソコンの販売台数と等しいため、その販売個数はパソコンの販売台数で決まってしまう。そこで、既成のパソコンを持つユーザーに、もう1個のCPUを売ろうという意図が少なからずあったと考えられる。具体的には、ODPにてiCOMP（en:iCOMP (index)）の値が1.7倍以上向上するとした。
当初、不慣れなパソコンユーザーに配慮し、既存のCPUを取り外すことなく、ODPを追加するだけで性能向上を図ることができる、ODPソケットを装備することをパソコンメーカーに対して推奨した。つまり、CPUの換装は一般ユーザには難しいという判断から（当時はまだソケットではなくハンダ付けされていることも多かったという事情もあるが）、「追加するだけ」というコンセプトで誕生したのがODPであると言える。
例外的に既存のCPUを外して付け換えるプロセッサをODPR（ODP Replaceの略か）と称することもある。つまり、同じ機能と性能のプロセッサには、ODPとODPRの二つが存在する。Pentium世代以降ではその仕様上の制限から、パソコンにODP用のソケットは装備されず、ODPRしか存在しないものの、単にODPと称した。
当初の命名法は、ODP+対象CPU名というものであった。その一例としてODP486SXという製品があり、これは486SXを装着したパソコン用のODPであることを表している。しかし対象となるCPUやODPが増え、この命名法は破綻した。改められた命名法はCPU名+ODPで、CPU名はアップグレード後の名称である。既存の製品もその法則に従って改称された（例：ODP486DX / DX2ODP）。

## 販売されていたODP
- ODPソケット (Socket 2) を装備するパソコン向け
  - ODP486DX - i486DX相当
  - DX2ODP (ODP486DX) - i486DX2相当
  - SX2ODP - i486SX2相当
  - DX4ODP - Intel DX4相当
- ODPソケットを装備しないパソコン向け（既存CPUが装着されているSocket 1を利用）
  - DX2ODPR (ODPR486DX) - i486DX2相当
  - SX2ODPR - i486SX2相当
  - DX4ODPR - Intel DX4相当に
- Socket 3を装備するパソコン向け（既存CPUが装着されているSocket 3を利用）
  - Pentium ODP for Intel486 (P24T) - Pentium相当(バス速度が最大33MHzで32bitのため1次キャッシュを32KBに増量している。)
- Socket 4を装備するパソコン（Pentium 60MHzおよび66MHz）向け
  - Pentium ODP - より高性能なPentiumにアップグレード
- Socket 5を装備するパソコン（Pentium 75MHz以上のパソコン）向け
  - Pentium ODP - より高性能なPentiumにアップグレード
  - MMX Pentium ODP - MMX Pentium相当[1]
- Socket 8を装備するパソコン (Pentium Pro) 向け
  - Pentium II ODP - Pentium II Xeon相当[2] - Intergraphの特許抵触を避けるため、Xeon同様、基板上にCPUチップとCPUコアと等速で動作する2次キャッシュチップを搭載している。

インテルはPentium II ODPを最後にODPの開発を終了した。以後は、アップグレードを想定したPCは、ソケットないしスロットでCPUを装着し、アップグレードでは単純に、互換性のあるより高性能なCPUに換装するようになった。